# Diocèse de Phoenix
Le diocèse de Phoenix (en latin : Dioecesis Phoenicensis, et en anglais : Roman Catholic Diocese of Phoenix) est une circonscription ecclésiastique de l'Église catholique aux États-Unis, dans l'État d'Arizona. Il s'agit d'un diocèse latin, suffragant de l'archidiocèse de Santa Fe, créé le 28 juin 1969, par détachement du diocèse de Tucson. Depuis 2022, son évêque est John Patrick Dolan (en).

## Territoire et organisation
Le diocèse couvre 113 872 km² et étend sa juridiction sur les fidèles catholiques de rite latin résidant dans l'État de l'Arizona dans les comtés de : Maricopa, Yavapai, Coconino (à l'exclusion de la réserve des Navajos) et Pinal (seulement la réserve indienne de la rivière Gila).
Le siège de l'évêché se trouve dans la ville de Phoenix, où se trouvent la cathédrale Saints-Simon-et-Jude et la basilique Sainte-Marie.

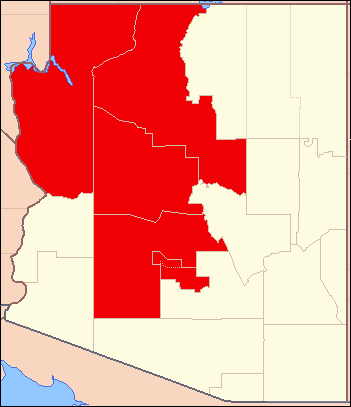
Le territoire du diocèse sur la carte de l'Arizona.
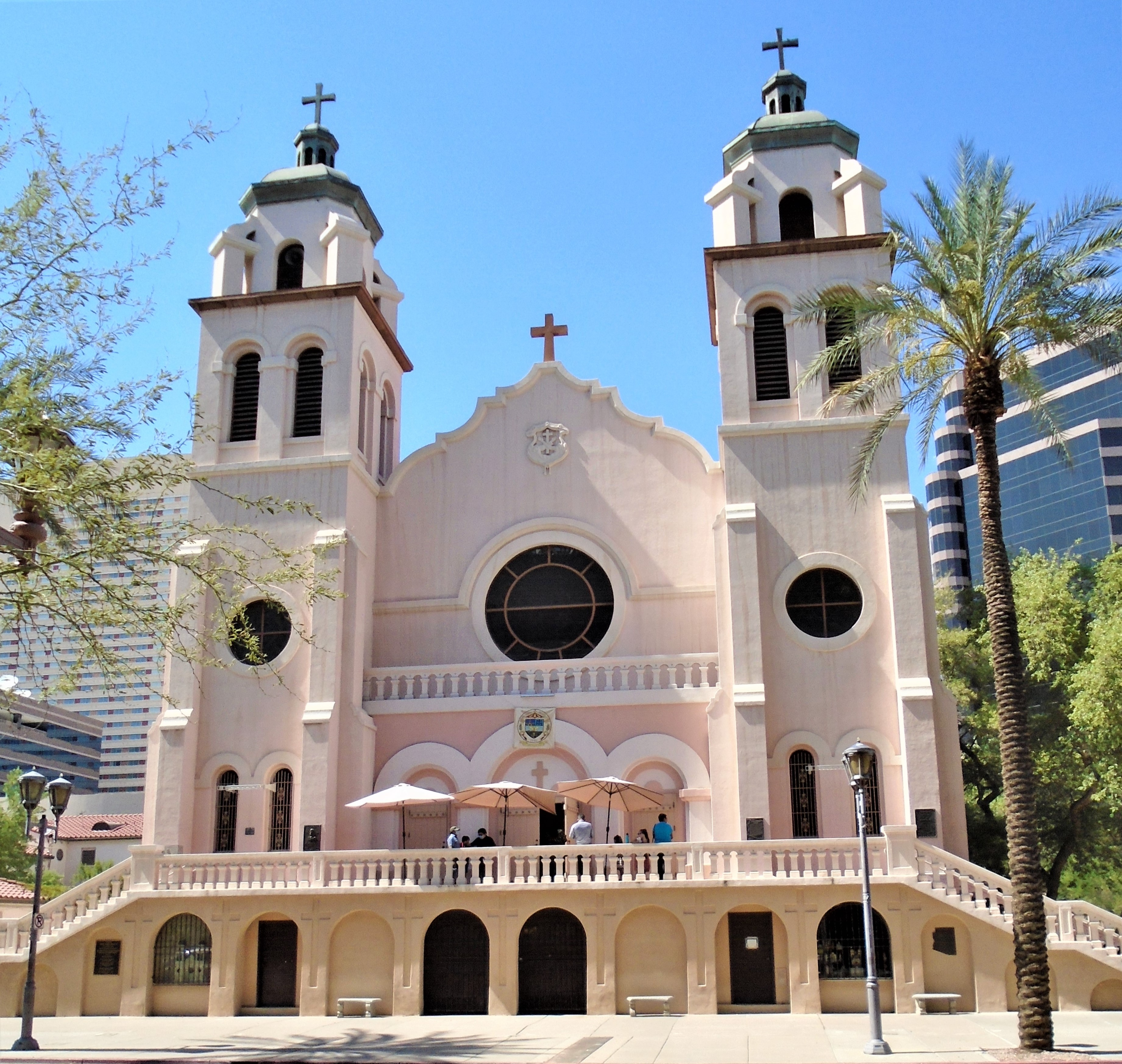
La basilique Sainte-Marie à Phoenix.

En 2021, il y avait 94 paroisses dans le diocèse, desservies par 313 prêtres et 230 diacres.

## Histoire
Le diocèse a été érigé le 28 juin 1969 avec la bulle Pro Christo du pape Paul VI, obtenant son territoire des diocèses de Gallup et Tucson.
Le 21 juin 1971, par la lettre apostolique Qui secreto Dei, le pape Paul VI a confirmé la Très Sainte Vierge Marie, vénérée sous le titre de Notre-Dame de Guadalupe, comme patronne principale du diocèse.
Le diocèse a été visité par le pape Jean-Paul II le 14 septembre 1987, et par Mère Teresa de Calcutta en mai 1989.